# Helicodontium fabronia
Helicodontium fabronia là một loài Rêu trong họ Myriniaceae. Loài này được Schwägr. mô tả khoa học đầu tiên năm 1830.